# Hakea decurrens
Hakea decurrens är en tvåhjärtbladig växtart. Hakea decurrens ingår i släktet Hakea och familjen Proteaceae.

## Underarter
Arten delas in i följande underarter:
- H. d. decurrens
- H. d. physocarpa
- H. d. platytaenia